# Navalcarnero
Navalcarnero é um município da Espanha, na província e comunidade autônoma de Madrid. Tem 100,2 km² de área e em 2021 tinha 30 695 habitantes (densidade: 306,3 hab./km²). Limita com os municípios de El Álamo, Arroyomolinos, Batres, Casarrubios del Monte, Moraleja de Enmedio, Móstoles, Sevilla la Nueva, Villamanta e Villaviciosa de Odón.